# 上滝基
上滝 基（こうたき もとい、1894年（明治27年）3月29日 - 没年不詳）は、朝鮮総督府官僚。

## 経歴
福岡県三井郡味坂村（現在の小郡市）出身。1917年（大正6年）に高等文官試験に合格し、翌年に東京帝国大学法科大学仏法科を卒業した。朝鮮総督府試補、同事務官を経て、1924年（大正13年）に全羅北道財務部長となった。1926年（大正15年）からは専売局庶務課長、同製造課長、同事業課長、殖産局鉱山課長・同商工奨励館長を歴任し、1930年（昭和5年）に欧米に出張した。帰国後、総督官房人事課長・中枢院書記官、鉄道局理事、官房審議室事務官を歴任した。1936年（昭和11年）に慶尚北道知事となり、内務局長を経て、1941年（昭和16年）11月に殖産局長に就任した。